# JPL 소천체 데이터베이스
제트추진연구소 소천체 데이터베이스(JPL Small-Body Database, SBDB)는 미국 항공 우주국 제트 추진 연구소에서 관리하는 태양계 소천체에 대한 데이터베이스로, 현재 발견된 모든 소행성과 혜성의 궤도 요소, 물리적 성질, 연관 학술 자료를 제공한다. 데이터베이스는 매일 갱신된다.

## 궤도 도표

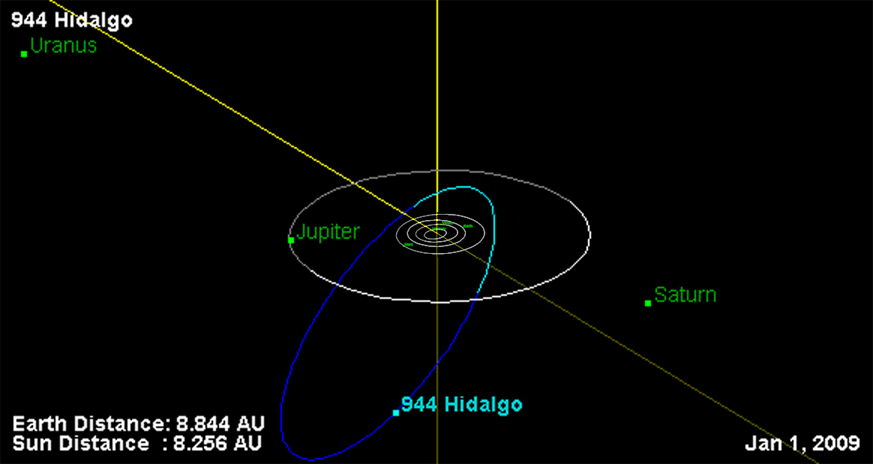
JPL 소천체 데이터베이스에서의 944 히달고의 궤도 모습.

JPL 소천체 데이터베이스에서는 궤도 요소 정보를 자바를 사용하여 3D로 표시해주는 기능이 있는데, 이는 태양과 천체만을 고려하는 이체 방법을 사용하였기 때문에 장기적인 예측이나 행성과의 접근을 예측할 때는 주의하여 사용하여야 한다. URL 상으로는 천체의 정보 페이지의 URL 끝 부분에 ";orb=1"을 추가하면 접근할 수 있다.